# Paleolit późny
Paleolit późny, zwany także schyłkowym – ostatni etap paleolitu, terytorialnie ograniczony do Niżu Środkowoeuropejskiego i sąsiadującego z nim pasma wyżyn. Przedział chronologiczny późnego paleolitu pokrywa się prawie całkowicie  z zakresem chronologicznym późnego glacjału, nieznacznie jedynie przekraczając granicę plejstocenu i obejmując również początki holocenu (od ok. 14 tys. lat p.n.e. do ok. 8 tys. lat p.n.e.).
W poprzedzającym późny paleolit paleolicie górnym stosunkowo intensywne osadnictwo otaczało Niż Europejski od południa oraz południowego wschodu. Cofnięcie się lądolodu skandynawskiego pobudziło wówczas żyjące na tym obszarze grupy ludzi do ekspansji na północ.
Główne jednostki kulturowe późnego paleolitu to:
- kultura magdaleńska
- kultura hamburska
- kultury z tylczakami łukowymi
- kultury z liściakami